# آنتوان ژوژو
آنتوان ژوژو (به فرانسوی: Antoine Joujou) (متولد ۱۲ مارس ۲۰۰۳) یک بازیکن فوتبال حرفه‌ای فرانسوی است که به عنوان هافبک به صورت قرضی از باشگاه پارما در سری آ، برای باشگاه لو آور در لیگ ۱ فرانسه، بازی می‌کند.

## عملکرد باشگاهی
ژوژو محصول جوانان ملون، اِوری، سنار-مواسی، سسون و برتینی است و سپس در ۱۰ ژوئیه ۲۰۲۰ به تیم ذخیره‌های لو آور منتقل شد. او اولین بازی خود برای تیم بزرگسالان و حرفه‌ای لو آور را به عنوان بازیکن تعویضی در اواخر بازی در پیروزی ۳–۱ مقابل نیم در لیگ ۲ در ۱۳ ژانویه ۲۰۲۳ انجام داد و گل سوم تیمش را به ثمر رساند. در ۲ فوریه ۲۰۲۳، او اولین قرارداد حرفه‌ای خود را با این باشگاه تا سال ۲۰۲۶ امضا کرد.
در ۲۸ اوت ۲۰۲۴، ژوژو با باشگاه ایتالیایی پارما قرارداد امضا کرد و برای فصل ۲۵–۲۰۲۴ به لو آور قرض داده شد.

## عملکرد ملی
ژوژو برای جام جهانی فوتبال زیر ۲۰ سال ۲۰۲۳ به تیم ملی فوتبال زیر ۲۰ سال فرانسه فراخوانده شد.

## زندگی شخصی
ژوژو اصالتاً اهل گوادلوپ و ماداگاسکار است.

## آمار عملکرد
تا تاریخ ۱۷ مه ۲۰۲۵
| باشگاه        | فصل          | لیگ          | لیگ      | لیگ    | جام      | جام    | سایر     | سایر   | مجموع    | مجموع  |
| باشگاه        | فصل          | دسته         | بازی(ها) | گل(ها) | بازی(ها) | گل(ها) | بازی(ها) | گل(ها) | بازی(ها) | گل(ها) |
| ------------- | ------------ | ------------ | -------- | ------ | -------- | ------ | -------- | ------ | -------- | ------ |
| لو آور بی     | ۲۱–۲۰۲۰      | ملی ۳        | ۱        | ۱      | —        | —      | —        | —      | ۱        | ۱      |
| لو آور بی     | ۲۲–۲۰۲۱      | ملی ۳        | ۱۴       | ۴      | —        | —      | —        | —      | ۱۴       | ۴      |
| لو آور بی     | ۲۳–۲۰۲۲      | ملی ۳        | ۵        | ۱      | —        | —      | —        | —      | ۵        | ۱      |
| لو آور بی     | ۲۴–۲۰۲۳      | ملی ۳        | ۲        | ۲      | —        | —      | —        | —      | ۲        | ۲      |
| لو آور بی     | مجموع        | مجموع        | ۲۲       | ۸      | —        | —      | —        | —      | ۲۲       | ۸      |
| لو آور        | ۲۳–۲۰۲۲      | لیگ ۲        | ۱۷       | ۱      | ۰        | ۰      | —        | —      | ۱۷       | ۱      |
| لو آور        | ۲۴–۲۰۲۳      | لیگ ۱        | ۲۳       | ۰      | ۳        | ۱      | —        | —      | ۲۶       | ۱      |
| لو آور        | ۲۵–۲۰۲۴      | لیگ ۱        | ۴        | ۰      | ۰        | ۰      | —        | —      | ۴        | ۰      |
| لو آور        | مجموع        | مجموع        | ۴۴       | ۱      | ۳        | ۱      | —        | —      | ۴۷       | ۲      |
| پارما         | ۲۵–۲۰۲۴      | سری آ        | ۰        | ۰      | ۰        | ۰      | —        | —      | ۰        | ۰      |
| لو آور (قرضی) | ۲۵–۲۰۲۴      | لیگ ۱        | ۲۶       | ۰      | ۱        | ۰      | —        | —      | ۲۷       | ۰      |
| مجموع عملکرد  | مجموع عملکرد | مجموع عملکرد | ۹۲       | ۹      | ۴        | ۱      | ۰        | ۰      | ۹۶       | ۱۰     |